# Richard L. Simon
Richard Leo Simon (Nova Iorque, 6 de março de 1899 - 29 de julho de 1960) foi um homem de negócios estadunidense, formado pela Columbia University e um dos fundadores da editora Simon & Schuster. Casou-se com Andrea Simon e teve quatro filhos.

## Carreira
Simon começou sua carreira como importador de açúcar e depois se tornou vendedor de pianos. Foi enquanto vendia pianos que conheceu Max Schuster. Simon então se tornou um vendedor da editora Boni & Liveright, onde rapidamente ascendeu a gerente de vendas.
Simon juntou US$ 8 000 junto com Max Schuster para publicar o primeiro livro de palavras cruzadas em 1924. 
Simon foi o pioneiro em enfatizar o marketing, merchandising, promoção e publicidade para livreiros. Simon escreveu uma coluna semanal e publicitário na Publishers Weekly chamada Inner Sanctum. Seu parceiro Max Schuster escreveu uma coluna com o mesmo nome para o The New York Times. O título também era o nome da redação entre seus escritórios. 
Michael Korda disse que quando ele chegou para trabalhar como editor na Simon & Schuster em 1958, ele encontrou uma placa de bronze em sua mesa desenhada por Richard Simon que dizia: "Dê um tempo ao leitor." Isso foi um lembrete a todos os editores de que seu trabalho era tornar as coisas o mais fáceis e claras possível para o leitor. 
Simon se aposentou em 1957 após ter dois ataques cardíacos. 